# HK Poprad
HK Poprad je slovenský extraligový hokejový klub, hrající v Tipos extralize

## Historie klubu
Hokejový odbor v rámci Popradského Atletického Clubu (PAC) vznikl v Popradu v závěru roku 1930. První zmínky o vzniku hokejového odboru v tomto klubu pocházejí z první poloviny prosince 1930. První "cvičný" zápas odehráli popradský hokejisté 22. ledna 1931 ve Vysokých Tatrách proti místnímu Sportovnímu Klubu Vysoké Tatry (SKVT), který Slovensku prohráli 14:0. Následovala odveta na domácím ledě 29. ledna, kterou Poprad prohrál 0:6. První, už oficiální zápas, odehráli Slovensku pod hlavičkou Karpatského spolku na domácím ledě 1. února 1931 proti LTC Plzeň. Zápas skončil výsledkem 1: 6. První mužstvo Popradu tvořily: Ondrej Ggrofcsik, Ján Luczy, Viliam Riczinger, Zoltán Zimann, Jozef Kovács, Jozef Paulik, Štefan Bodó, Imrich Fuchū a Gejza Lux. V první sezóně 1930/31 působily Slovensku pod hlavičkou PAC i Karpathenvereinu. Už následující sezónu 1931/32 jejich definitivně ujal Popradský Atletický Club, resp. Atletický Club Poprad, jako jeden ze svých oborů. Od této sezóny vystupovali popradský hokejisté pod názvem Hockey Club Poprad.
HC Poprad byl v předválečném období nejlepším slovenský mužstvem. Získal titul mistra Slovenska v sezóně 1932/33 a tento úspěch zopakoval i v následujících sezónách 1933/34, 1934/35 a v sezóně 1935/36 už pod hlavičkou HC Tatry. V sezóně 1936/37 poprvé odstartovala v Československu Celostátní hokejová liga. Ještě před sezónou 1935/36 došlo k dohodě o sloučení hokejových oborů AC Poprad a ŠK Vysoké Tatry a vznikl nový klub Hockey Club Tatry se sídlem v Popradu a ve Starém Smokovci. První sezóny celostátní ligy se zúčastnilo 8 družstev a tým HC Tatry byl mezi nimi. Udržel se v nejvyšší soutěži až do rozpadu Československé republiky.
Po obnovení československé ligy Poprad po dvou sezónách 1945/46 a 1946/47 z nejvyšší ligy sestoupil. V tomto období se stal mistrem Slovenska v sezónách 1947/48, 1948/49 a 1950/51. Do nejvyšší ligy se vrátil v sezóně 1951/52, ale už sezóna 1953/54 byla pro Poprad poslední prvoligová na několik desetiletí. V druhé nejvyšší lize - České národní hokejové lize Poprad zvítězil v sezónách 1969/70, 1980/81, 1984/85 a 1990/91. Poslední vítězství v SNHL zajistilo Popradu v sezóně 1991/92 opět účast v celostátní nejvyšší soutěži. Slovensku se v ní umístili na 13. místě, což znamenalo účast v baráži o udržení v soutěži. O rok později v posledním ročníku společné československé hokejové ligy skončili na 12. místě. Následující sezónu se rozběhla nejvyšší slovenská hokejová soutěž - Slovenská hokejová extraliga a Poprad se stal jejím stabilním účastníkem až do současnosti. K nejúspěšnějším sezónám v tomto období patří finálová účast Popradu v sezóně 2005/06 a 2010/11.
HK Poprad je také organizátorem hokejového turnaje o Tatranský pohár. Turnaj měl premiéru v sezóně 1929/30. Po Spenglerově poháru je Tatranský pohár druhým nejstarším hokejovým turnajem v Evropě. Klub stále čeká na svůj první titul v nejvyšší slovenské lize, ačkoli byl již třikrát ve finále. V roce 2006 podlehl Žilině v sedmi zápasovém dramatu, ačkoli už vyhrával 3: 2 na zápasy. V roce 2011 neuspěl proti odvěkému rivalovi HC Košice 1: 4 na zápasy. V roce 2021 podlehl týmu HKM Zvolen 1:4 na zápasy.

## Historické názvy
- 1930 – PAC Poprad
- 1931 – Karpathenverein Poprad
- 1931 – Hockey Club Poprad (odbor PAC Poprad)
- 1935 – HC Tatry (po sloučení hokejových klubů ŠK Vysoké Tatry a PAC Poprad)
- 1939 – HC Tatry-Poprad
- 1945 – HC Tatry Poprad
- 1948 – Sokol Tatry Poprad
- 1950 – ZSJ Sokol Tatranské píly Poprad
- 1952 – DŠO Tatran Poprad Tatranské píly
- 1956 – TJ Lokomotíva Poprad
- 1959 – TJ Lokomotíva Vagónka Poprad
- 1964 – TJ LVS Poprad
- 1975 – TJ LS Poprad
- 1978 – TJ PS Poprad
- 1989 – TJ ČH PS Poprad
- 1990 – TJ ŠKP PS Poprad
- 1995 – HC ŠKP PS Poprad
- 1997 – HC ŠKP Poprad
- 2004 – HK Tatravagónka ŠKP Poprad
- 2006 – HK Aquacity ŠKP Poprad
- 2010 – HK Poprad
- 2011 – HK AutoFinance Poprad
- 2013 – HK Poprad

## Jednotlivé sezóny
Československá hokejová liga – 9 sezón
- 3. místo:  1937/38
- 4. místo: 1936/37
- 9. místo: 1945/46
- 11. místo: 1946/47
- 12. místo: 1951/52, 1952/53, 1992/93
- 13. místo:1991/92
- 17. místo: 1953/54

1. slovenská národní hokejová liga – 28 sezón
- 1. místo:  1969/70, 1980/81, 1984/85, 1990/91
- 2. místo:  1966/67, 1979/80, 1981/82, 1987/88
- 3. místo: 1968/69, 1970/71, 1977/78, 1978/79, 1982/83, 1985/86
- 4. místo: 1963/64, 1965/66
- 5. místo: 1964/65, 1976/77, 1986/87,1988/89,
- 6. místo: 1967/68, 1973/74, 1983/84
- 8. místo: 1989/90
- 9. místo: 1972/73, 1975/76
- 10. místo: 1971/72
- 11. místo: 1974/75

### Slovensko
Slovenská extraliga ledního hokeje – 26 sezón
- 2. místo:  2005/06, 2010/11, 2020/21
- 3. místo:  1996/97, 1997/98
- 4. místo: 1994/95, 1999/00, 2000/01, 2001/02, 2014/15, 2018/2019
- 5. místo: 1995/96, 2013/14
- 6. místo: 1993/94, 2006/07, 2011/12, 2015/16, 2017/18, 2021/22
- 7. místo: 1998/99, 2002/03, 2004/05, 2007/08, 2009/10, 2012/13, 2016/17
- 8. místo: 2003/04
- 9. místo: 2022/23
- 11. místo: 2008/09

## Slavní hráči
- Ľuboš Bartečko
- Arne Kroták
- Martin Štolc
- Miroslav Šimonovič
- Radoslav Suchý
- Patrik Svitana
- Dávid Skokan
- Marcel Haščák